# Jonas Ljungblad
Jonas Ljungblad (født 15. januar 1979) er en svensk tidligere professionel cykelrytter.